# Лесной журнал (1871—1918)
Лесно́й журна́л (1871—1918) — периодическое издание Петербургского лесного общества.
2 марта 1871 года Министерство государственных имуществ утвердило устав Петербургского лесного общества. Первым его председателем был избран B. C. Семёнов, который выступил с инициативой возобновить издание «Лесного журнала».
Первый номер журнала вышел в августе 1871 года. Журнал выходил 6 раз в год; в 1878—1885 годах — 12 раз в год.
Тематика журнала охватывала все отрасли лесного хозяйства. Журнал состоял из восьми отделов:
1. статьи по всем отраслям лесного хозяйства;
2. влияние законов и обычаев на успехи лесного хозяйства;
3. лесоторговый отдел;
4. лесохозяйственная библиография, разбор важнейших русских и иностранных сочинений по лесному хозяйству;
5. лесная хроника и смесь;
6. известия о деятельности Лесного общества;
7. обзор вновь выходящих постановлений по Лесному управлению;
8. объявления, касающиеся предметов лесного хозяйства.

Много внимания уделялось вопросам организации лесного опытного дела, развития степного лесоразведения, подготовки специалистов.
Редакторами журнала были Н. С. Шафранов (1871—1876 и 1883—1886)), А. Ф. Рудзкий (1877—1880), Д. Д. Шилов (1880—1882), Ф. Ф. Тихонов (1887), Б. Ф. Павлович (1888—1892), Н. С. Нестеров (1895—1899), Л. И. Яшнов (1901—1904), Г. Ф. Морозов (1904—1918).
На страницах журнала выступали лесничие, лесоустроители, учёные: Ф. К. Арнольд, П. И. Жудра, А. Ф. Рудзкий, П. Н. Вереха, В. Т. Собичевский, Н. С. Шафранов, В. К. Туцевич, М. К. Турский, Д. М. Кравчинский, Д. Н. Кайгородов, М. М. Орлов, Ф. Н. Флоровский, Н. К. Генко, В. И. Гомилевский, В. Д. Огиевский и многие другие лесоводы.
Под влиянием Г. Ф. Морозова постепенно изменилась идейная направленность журнала; стали публиковаться и обсуждаться социальные вопросы. Г. Ф. Морозов считал, что в «Лесном журнале» должны рассматриваться проблемы лесоведения и лесоводства, экономики и организации лесного хозяйства и его политики. В период редакторской деятельности Морозова в «Лесном журнале» появилось множество статей, не потерявших своего значения для науки и практики и сегодня, написанных лесничими, лесоустроителями, учёными-лесоводами; среди них: П. П. Серебренников, А. С. Рожков, А. А. Битрих, Г. Г. Гулюшкин, М. Д. Успенский, С. Г. Нат, Э. И. Шабак, К. И. Егоров. Публиковались все материалы о деятельности Петербургского лесного общества, обзоры отечественной и иностранной лесной литературы, биографии и портреты видных лесоводов, фотографии лесных видов, делавшие журнал более привлекательным.